# El Primer Mal
El Primer Mal, o  simplemente el Primero conocido en inglés como The First Evil es un personaje ficticio creado por Joss Whedon para la serie de televisión Buffy the Vampire Slayer. El Primer Mal aparece por primera vez en la tercera temporada, en el episodio Enmiendas, y es el principal villano de la séptima temporada.
Un ser que manifiesta todo lo malvado en la existencia, el Primero es una entidad incorpórea que puede asumir la forma de cualquier persona que haya muerto, incluso vampiros y personas muertas que hayan sido resucitadas. A causa de esto último, aparece en varias formas a través del curso de la serie dependiendo de a quién se le aparezca como un método de manipulación. Por esto mismo, el Primero aparece usualmente como Buffy Summers (Sarah Michelle Gellar) a la Cazadora y sus aliados, pero también asume la forma de Warren Mears, Spike, Drusilla y Jonathan Levinson en múltiples ocasiones, además de otras formas asumidas menos frecuentemente.
Su única desventaja es que es un ente no corpóreo, y no puede, por ello, hacer daño físico. Sin embargo, es un experto en manipulación psicológica, y puede actuar a través de sus servidores, tales como Portadores del Primero, Turok-Han, Caleb o cualquier persona que pueda controlar para engañar.

## Biografía

### Personaje
El Primero hace su primera aparición oficial como un villano que Ángel debe enfrentar en el episodio Enmiendas. Intenta conducir al vampiro a que mate a Buffy recordándole su verdadera naturaleza (Angelus) y se le aparece bajo la forma de algunas de sus víctimas: Daniel, Margaret, Travis y Jenny Calendar. Le dice a Ángel que es responsable de su vuelta del Infierno, (algo que no se confirma) y que Ángel puede acabar con su sufrimiento volviéndose malo de nuevo. En vez de eso, Ángel elige suicidarse exponiéndose a la luz del sol. Aunque la eliminación de Ángel por los rayos del sol no estaba dentro de los planes del Primero (eliminar a la Cazadora, al Primero no le importa porque aun así daría un poderoso golpe a las Fuerzas del Bien (eliminación del candidato de la Profecía Shansu).  
La muerte de Buffy en la temporada cinco y la subsecuente resucitación en la sexta temporada causó una irregularidad en la línea de las cazadoras que el primero nota y utiliza para eliminar la línea de las cazadoras por siempre. Este fallo podría no haber sido grave de no haber resucitado a Buffy al principio de la sexta temporada. El Primero planeó utilizar este fallo y matar a la Cazadora y a todas las potenciales cazadoras del mundo y así inclinar la balanza del bien y el mal hacia este último. El objetivo de ese esfuerzo es preparar una situación donde el ejército del Primero supere al de los humanos en la Tierra y así pueda asumir una forma corporal.
El Primero aparece en el videojuego Buffy the Vampire Slayer: Chaos Bleeds como el villano principal, habiendo ayudado a Ethan Rayne a escapar de su prisión de las manos de la Iniciativa y también participando en un concurso de batalla entre los dos (o mejor dicho, cada uno de los cinco campeones). Buffy, Willow, Xander, Faith, Spike, and Ethan Rayne son transportados a la dimensión del Primero (lo que parece ser una dimensión parecida a la Sunnydale del episodio El deseo) contra su voluntad.

### Poderes y habilidades
El Primer Mal se hace llamar como la fuente de todo el mal en el mundo. Técnicamente hablando, el Primero no es hombre ni mujer, ni demonio ni dios; es un «poder». El Primero es más antiguo que los demonios, incluso los más antiguos, que existieron mucho antes que los humanos; es más antiguo que la escritura, el Big Bang y trasciende todas las realidades y dimensiones; es más antiguo que otro demonio que exista y puede ser la primera entidad que jamás existió. También se dice que el Primero acechaba en la oscuridad mucho antes de que el Universo fuese creado y permanecerá incluso después de que el universo se haya extinguido. Solo algunos han oído hablar de Él e incluso solo unos pocos creen en su existencia.
La entidad no puede afectar al mundo desde un plano físico. Su poder reside en la habilidad para engañar, atormentar y manipular a los demás. Puede tomar la forma de cualquiera que haya muerto (o la forma de un demonio fantasmagórico con largos cuernos y largos dedos en forma de garra), y puede elegir ser oído y visto solo por una persona o por varias. El Primero tiene un gran entendimiento de la naturaleza humana y usa ese conocimiento para conducir a los otros a la locura, asesinato o/y suicidio.
De acuerdo a sus propias declaraciones, el primero es una entidad omnipresente que se encuentra en los corazones de todos los seres con consciencia tanto los humanos como los demonios. Debido a eso, el primero conoce con exactitud la personalidad de sus víctimas y su información personal siendo capaz de manipular a sus objetivos dependiendo de sus planes. Pese a no tener un cuerpo y no ser capaz de dañar a alguien, el primero puede influir en algunas personas a través de ciertos rituales como los realizados para crear a los causantes o una especie de fusión que realizaba con Caleb, uno de sus aliados más leales. Según lo revelado por el primero, de haberse concretado sus planes para obtener cuerpo propio, hubiera sido capaz de realizar lo que hacía con Caleb con cada ser vivo en el planeta. Si bien los planes que el primero ha realizado con los años nos han sido logrados, el primero es extremadamente paciente, incluso la derrota que tuvo no es más que un leve retraso a sus planes.

## Apariciones en la serie
El Primer Mal ha aparecido en 16 episodios canónicos de la serie Buffy the Vampire Slayer.
- Temporada 3 (1998).
  - Amends; como Daniel, Margaret, Jenny Calendar, y Travis - nombre en los créditos finales.
- Temporada 7 (2002, 2003).
  - Lecciones; como Warren Mears, Glory, Adam, El Alcalde, Drusilla, El Maestro, y Buffy Summers
  - Selfless; como Buffy Summers
  - Conversations with Dead People; como Warren Mears, Cassie Newton, y Joyce Summers.
  - Sleeper; como Buffy Summers y Spike.
  - Never Leave Me; Buffy Summers, Spike, Warren Mears, y Jonathan Levinson.
  - Bring on the Night; como Spike y Drusilla.
  - Showtime; como Buffy Summers y Eve.
  - The First Date como Jonathan Levinson y Nikki Wood.
  - Get it Done como Chloe.
  - "Storyteller" como Warren Mears.
  - Dirty Girls como Buffy Summers y Betty.
  - Empty Places como Buffy Summers.
  - Touche como Richard Wilkins y Buffy Summers.
  - End of Days como Buffy Summers.
  - Chosen como Buffy Summers y Caleb.